# Valdesaz (Segovia)
Valdesaz es una localidad perteneciente al municipio de Condado de Castilnovo, en la provincia de Segovia, comunidad autónoma de Castilla y León, España. Tiene una población de 13 habitantes (INE 2024).

## Historia
El territorio es repoblado durante la reconquista por la Comunidad de Villa y Tierra de Sepúlveda, quedando encuadrado el pueblo dentro del Ochavo de Prádena.

## Demografía
| 31            | 30 | 30 | 29 | 26 | 21 | 21 | 18 | 16 | 12 | 11 | 14 | 13 |
| (Fuente: INE) |    |    |    |    |    |    |    |    |    |    |    |    |

## Cultura

### Patrimonio
- Iglesia parroquial de Santa Cristina de Valdesaz;[3]
- Antigua Fragua restaurada y convertida en un merendero;
- Potro de herrar no restaurado.[4]

### Fiestas
- El tercer domingo de julio, para honrar a la patrona, Santa Cristina de Valdesaz.[4]